# Jean-Marc Rebière
Pour les articles homonymes, voir Rebière.
Ne pas confondre avec le haut-fonctionnaire et préfet Jean-Marc Rebière.
Jean-Marc Rebière, né le 17 novembre 1952 à Bègles, est un cycliste sur route ainsi qu'un cycliste sur piste français. Il a notamment participé aux Jeux olympiques en 1980.
Son frère jumeau Jean-Jacques Rebière a également été cycliste de haut-niveau, participant aux Jeux olympiques d'été de 1976. 

## Carrière
Il participe aux Jeux olympiques d'été de 1980 à la poursuite par équipes en compagnie d'Alain Bondue, Philippe Chevalier et Pascal Poisson. Ils sont éliminés en quart de finale.